# 天の羽衣
天の羽衣（あまのはごろも）は、大嘗祭にのぞむ天皇が身につける湯帷子である。大嘗祭が挙行される夜、大嘗宮に入る前に天皇は沐浴を行う。湯に入るときに天皇が着用するのが天の羽衣である。
沐浴用の建物である廻立殿に入った天皇は、天の羽衣を身につけたまま湯槽に入り、湯の中に衣を脱ぎ捨てて出る。生の明衣を着用して水をぬぐい、斎服に着替えて大嘗宮に向かう。これを、小忌御湯という。悠紀殿と主基殿で二度儀式があるので、廻立殿での入浴も二回、天の羽衣、生の明衣も二着ずつ用意される。
大嘗祭の形式が整ったときから湯帷子の使用はあったが、天の羽衣という名が史料に現れる初めは10世紀成立の『西宮記』からで、12世紀の『江家次第』にも現れる。
衣の着用に特別な意味を読み込む説と、それを認めない説がある。折口信夫は、天の羽衣は霊力を溜め身に留めるために着用するもので、天皇の力が充溢したときに脱ぎ捨てるという意味があると唱えた。しかし、入浴時に湯帷子を着るのは当時の貴人の普通の習俗で、衣そのものに特別な意義はないと説く者もある。高取正男は、羽衣伝説にちなんだ文学的とも言える美称は、むしろ平安時代に儀式が客観化された時点でつけられたと思われるという。